# 新加坡暴动列表
新加坡暴动列表是一個列表列出新加坡過去曾經發生的騷亂暴動。
 新加坡海峽殖民地（1826年-1946年）
- 1851年2月15-20日反天主教徒騷亂，500死[1]
- 1854年5月5-17日福建與潮州人騷亂，480死222傷[2]

 新加坡戰後時期（1946年-1963年）
- 1950年12月11日玛丽亚·埃尔托格骚乱，18死173傷
- 1954年5月13日反全國服務騷亂（英语：1954 National Service Riots），26傷
- 1955年5月12日福利巴士騷亂（英语：Hock Lee bus riots），4死31傷
- 1956年10月26日華文中學騷亂，13死100餘傷

 马来西亚时期（1963年-1965年）
- 1963年7月12日安樂島監獄騷亂，4死5傷
- 1964年7月21日種族騷亂，36死556傷

 新加坡獨立时期（1965年至現在）
- 1969年種族騷亂，4死80傷
- 2013年12月8日小印度區騷亂[3][4]，27傷